# Буршье, Джон, 2-й граф Бат
Джон Буршье, 2-й граф Бат (англ. John Bourchier, 2nd Earl of Bath; 1499 — 10 февраля 1561) — английский дворянин, граф Бат и барон Фицуорин (с 1539 года).

## Биография
Джон происходил из старинного дворянского рода Буршье; он был старшим сыном Джона Буршье, 1-го графа Бат и его первой жены Сесилии Добене, дочери Жиля Добене, 1-го барона Добене.
В 1519 году Джон был назначен главным шерифом Сомерсета и шерифом Девона, а в 1523 году был посвящён в рыцари.
В 1539 году после смерти отца Джон унаследовал его титулы и земельные владения, став графом Бат и бароном Фицуорин.
В правление королевы Марии Джон был комиссаром на процессе по делу Джейн Грей, а затем был назначен тайным советником. С 1556 по 1558 годы занимал должности лорда-лейтенанта Девона, лорда-лейтенанта Дорсета и комендантом замка Бомарис в Уэльсе.
Скончался в феврале 1561 года в возрасте 61/62 лет; титулы унаследовал внук Уильям.

## Семья
Его первой женой была Элизабет Хангерфорд, дочь сэра Уолтера Хангерфорда из Фарли; у пары была дочь Элизабет.
Во втором браке был женат на Элеаноре Меннерс, дочери Джорджа Меннерса, 11-го барона де Рос; у пары было 6 детей. В третьем браке с Маргарет Доннигтон, дочерью Джона Доннигтона было две дочери:Сюзанна и Бриджит.